# By Inferno's Light
"By Inferno's Light" és el quinzè episodi de la cinquena temporada de la sèrie de televisió de ciència-ficció estatunidenca Star Trek: Deep Space Nine, el 113è de tota la sèrie. Originalment es van emetre en redifusió a partir del 17 de febrer de 1997. L'episodi va ser dirigit per Les Landau i el guió fou escrit per Ira Steven Behr  i Robert Hewitt Wolfe.
Ambientada al segle XXIV, la sèrie segueix les aventures a Espai Profund 9, una estació espacial situada prop d'un forat de cuc estable entre els Quadrants Alfa i Gamma de la Via Làctia, prop del planeta Bajor, mentre els bajorans es recuperen d'una brutal ocupació de dècades pels imperialistes cardassians. El Quadrant Gamma acull un imperi hostil conegut com el Domini, governat pels Fundadors que canvien de forma. A les temporades mitjanes de la sèrie, la Federació està amenaçada tant per l'Imperi Klíngon com pel Domini. Aquest episodi és la segona meitat d'un episodi de dues parts; en el seu predecessor, "In Purgatory's Shadow", el Domini es preparava per llançar la seva tan esperada invasió del Quadrant Alfa, mentre diversos oficials i aliats d’Espai Profund 9 eren presoners en un centre de detenció del Domini. En aquest episodi, Cardassia s'uneix al Domini, alterant dràsticament l'equilibri de poder a la galàxia. Presenta el retorn de diversos personatges recurrents i s'inspira en arguments de "Improbable Cause" i "The Die is Cast" de la tercera temporada, el cos de la quarta temporada i l'episodi d'obertura de la cinquena temporada, "Apocalypse Rising".
L'episodi es va estrenar davant de gairebé 6 milions d'espectadors.
És l'últim episodide la sèrie on qualsevol dels principals actors de DS9 porta els uniformes originals d'estil DS9. En aquest cas, el veritable Dr. Julian Bashir.

## Argument
La flota del Domini passa pel forat de cuc i vola cap a Cardàssia. L'oficial cardassià Gul Dukat s'uneix a ells, anunciant que el Domini ha acceptat Cardàssia com a membre, amb Dukat com a nou líder.
Al camp d'internament del Domini, on estan retinguts els oficials del DS9 Worf i el Dr. Bashir, l'exespia cardassià Garak i el general klíngon Martok, els reclusos han construït un transmissor il·lícit dins dels murs de la presó. Garak s'arrossega dins dels murs per modificar-lo i fer senyals al seu runabout perquè puguin escapar, cosa que desencadena la seva severa claustrofòbia. Mentrestant, Worf és seleccionat com a oponent perquè els guàrdies Jem'Hadar practiquin combat cos a cos. La negativa de Worf a rendir-se, derrotant una sèrie d'oponents Jem'Hadar, inspira Garak a superar les seves pors i continuar treballant.
Dukat jura, amb l'ajuda del Domini, destruir tots els que s'interposin en el camí perquè Cardàssia esdevingui una potència important al Quadrant Alfa. Mentre les naus klíngon es retiren precipitadament de la seva invasió de l'espai cardassià, el capità d’Espai Profund 9 Sisko persuadeix el canceller klíngon Gowron perquè restableixi l'aliança entre els klíngons i la Federació per tal de lluitar contra el Domini. Dukat contacta amb Sisko, advertint-lo que té la intenció de conquerir Espai Profund 9 per al Domini. Sisko desplega la nau estel·lar Defiant i tres runabouts per lluitar contra la flota cardassiana/domini que s'acosta; s'hi uneixen els klíngons i una flota romulana. Sense que Sisko ho sàpiga, un canviant que suplanta Bashir està al capdavant d'un dels runabouts.
De tornada al camp d'internament, els Jem'Hadar gairebé descobreixen Garak abans de ser dominats pels altres presoners. Mentrestant, Worf lluita contra Ikat'ika, el comandant Jem'Hadar. Worf es nega a cedir; Ikat'ika, impressionat per la determinació de Worf, cedeix la lluita. El supervisor Vorta, disgustat, ordena l'execució immediata de Worf i Ikat'ika. Mentre les tropes dirigeixen els seus fasers cap a Worf, Garak aconsegueix activar el transmissor, i els presoners són teletransportats al runabout en l'últim segon. Allà, Bashir envia un missatge urgent a DS9.
El runabout del canviant Bashir porta una bomba destinada a detonar dins del sol bajorà, causant una supernova que incinerarà DS9, Bajor i les forces combinades de la Flota Estel·lar, els klíngons i els romulans. En rebre el missatge de Bashir, Sisko ordena que es destrueixi el runabout. El «Defiant» fa la maniobra arriscada d'activar el motor de  curvatura dins del sistema planetari per allunyar el runabout de l'estrella on explotarà de manera segura. No arriba cap flota cardassiana/del Domini.
Garak, Worf, Bashir i Martok tornen a l'estació i Sisko finalitza el tractat de pau amb Gowron. Martok és nomenat comandant de la nova presència klíngon permanent a DS9.

## Actors convidats
- Andrew J. Robinson - Garak
- Marc Alaimo - Dukat
- Melanie Smith - Ziyal
- J. G. Hertzler - Martok
- James Horan - Ikat'ika
- Robert O'Reilly - Gowron
- Carrie Stauber - Romulan

## Recepció
El 2018, CBR va classificar "In Purgatory's Shadow" juntament amb "By Inferno's Light" com el 9è millor arc argumental multiepisodi de tot Star Trek.
El 2015, Geek.com va recomanar aquest episodi com a "imprescindible" per a la seva guia abreujada de marató de sèries de Star Trek: Deep Space Nine.
El 2020, The Digital Fix va classificar "In Purgatory's Shadow" i "By Inferno's Light" com el quart millor episodi de "Deep Space Nine". Anomenen els episodis una "èpica en dues parts" que va portar la "narrativa de llarga durada" de la sèrie a un altre nivell i van elogiar les diverses trames i revelacions.